# Magistral'nyj
Magistral'nyj (in russo Магистральный?) è un insediamento di tipo urbano della Russia, situato nell'Oblast' di Irkutsk.
Il villaggio venne fondato in occasione dei lavori di costruzione della ferrovia Bajkal-Amur, con i primi abitanti che arrivarono nel 1974; con il completamento della linea l'insediamento ha cominciato la sua parabola discendente: dagli oltre dodicimila abitanti dei primi anni ottanta si è passati ai settemila nel 2010.